# Pseudomyrmex antiquus
Pseudomyrmex antiquus  (лат.) — ископаемый вид древесных муравьёв рода Pseudomyrmex из подсемейства Pseudomyrmecinae (Formicidae). Миоценовый доминиканский янтарь (возраст от 16 до 20 млн лет).

## Распространение
Северная Америка, остров Гаити (Карибское море): Доминиканская Республика. Миоцен.

## Описание
Мелкого размера муравьи. Длина головы рабочих (HL) 1,21 мм, ширина головы (HW) 1,12 мм, длина скапуса усика (SL) 0,55 мм. Голова субквадратная, немного длиннее своей ширины (CI = 0,93, LCI = 0,64). Передние бёдра расширенные. Глаза относительно крупные. Тело узкое, ноги короткие. Стебелёк между грудкой и брюшком состоит из двух узловидных члеников (петиоль и постпетиоль).
Предположительно жили в полостях живых деревьев и кустарников различных растений, с которыми сходные современные виды находятся во взаимовыгодных отношениях.

## Систематика
Вид был впервые описан в 1992 году американским мирмекологом Филипом Уардом (Philip S. Ward; Department of Entomology, University of California Davis, Калифорния, США) на основании рабочего муравья из доминиканского миоценового янтаря. Самый крупный вид среди всех видов рода из доминиканского янтаря, кроме маток Pseudomyrmex avitus.